# Tiago Barbosa
Tiago Barbosa est un joueur portugais de rink hockey né le 15 juillet 1977. Il a joué trois saisons au SCRA Saint-Omer.

## Parcours sportif
Il rejoint en 2011 le championnat français. Il reste trois saisons au SCRA Saint-Omer avant de rejoindre le championnat portugais en 2014.

### Palmarès
En 2012, il s'adjuge la Coupe de France avec le club de Saint-Omer. 

La saison suivante, il remporte le championnat de France de Nationale 1.